# نشریه آرشالویس
نشریهٔ آرشالویس (به فارسی: سپیدهٔ صبح) نشریه‌ای است به زبان ارمنی که از سال ۱۹۱۸ و در تبریز منتشر می‌شد.